# Alte Brennerei (Wesenberg)

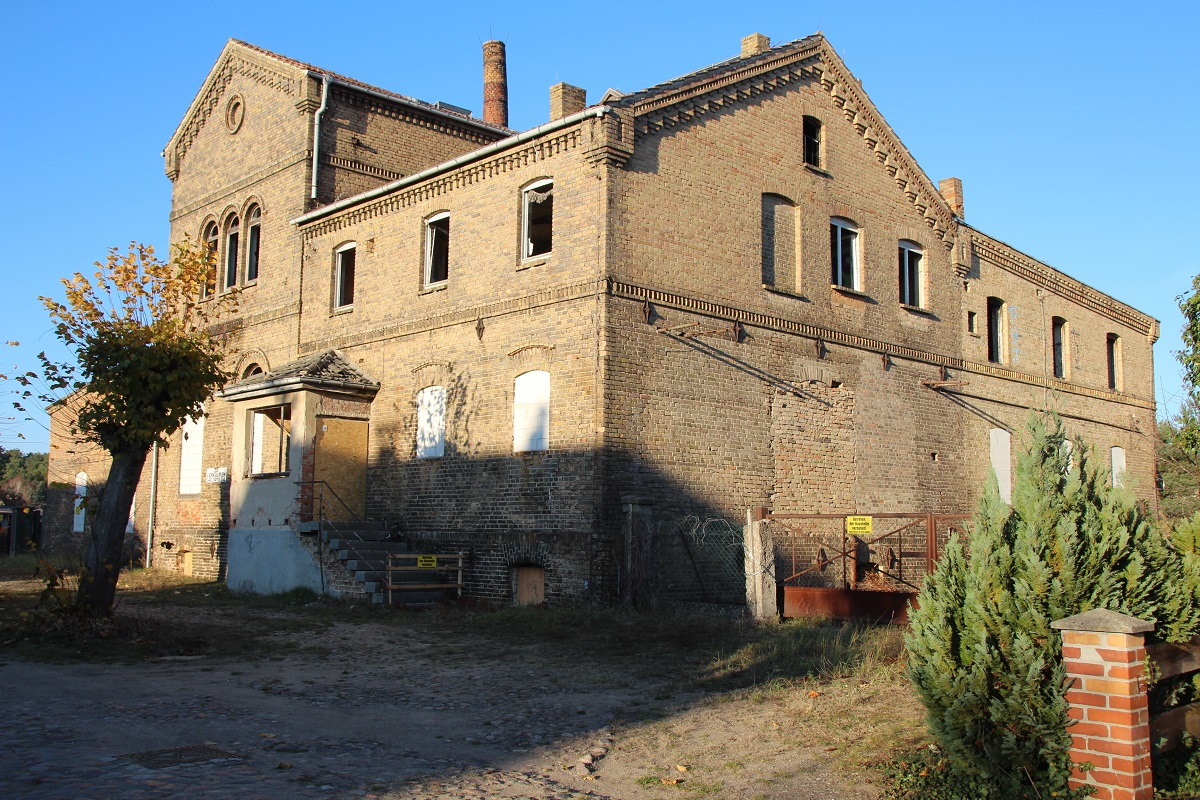
Alte Brennerei Wesenberg

Die Alte Brennerei ist eine ehemalige Schnapsbrennerei in Wesenberg in Mecklenburg-Vorpommern. Das Gebäude gehört zu den Baudenkmälern im Landkreis Mecklenburgische Seenplatte.

## Baubeschreibung
Bei dem Objekt handelt es sich um ein in hellem Ziegelstein errichtetes Werksgebäude vom Ende des 19. Jahrhunderts, das denkmalgeschützt und sanierungsbedürftig ist. Es besitzt eine Grundfläche von ca. 1500 m². Die Grundstücksgröße beträgt 7300 m². 1897 wurde ein Sichtziegelbau in Massivbauweise mit gusseisernen Stützen errichtet. Der Kernbau besteht aus einem zweigeschossigen, zweiachsigen Gebäuderiegel mit hohem Kellergeschoss. Ein Giebel orientiert sich zur Straße, der andere mit der Traufe zu Straße. Bauliche Ergänzungen erfolgten im Laufe der Zeit durch Anbauten. 1986 fand die Befestigung des Geländes und eine Erweiterung mit einer Rampe statt, da die Brennerei zu diesem Zeitpunkt fast ausschließlich zu Lagerzwecken genutzt wurde.
Die geplante denkmalgerechte Sanierung des Bestandsgebäudes inklusive des separat stehenden Schornsteins ist aufwändig. Die Räume des Industriedenkmals mit seinen unterschiedlichen Ebenen, verbunden durch hölzerne Treppen und Stufen sind verwinkelt, der vordere Hauptraum verfügt über eine hohe Kappendecke. 2022 wurde die nicht denkmalgeschützte angebaute Halle abgerissen und durch eine neue multifunktionale Halle ersetzt.

## Geschichte
Die Gründung der Brennerei-Genossenschaft und damit verbunden der Bau der Brennerei erfolgte 1897. Der damalige Name lautete „Landwirtschaftliche Brennerei-Genossenschaft eGmbH“. Um 1900 erhielt die Brennerei eine Dampfmaschine der Leipziger Philipp Swiderski Maschinenbaufabrik. Die Maschine ist erhalten und befindet sich heute in der Sammlung des Wismarer Technikums. 1911 wurde der Bau erweitert um einen Anbau für eine Kartoffelflockenfabrik, die räumlich direkt verbunden war. Hier wurde für viele Jahre Kartoffelschnaps produziert. 1977 übernahm der VEB Getränkekombinat Nordbräu Neubrandenburg das Gelände und nutzte das Gebäude nur noch als Außenlager. 1995 wurde die Brennerei von der Mecklenburgischen Brauerei Lübzer Pils übernommen und war damit Eigentum des Bierherstellers, stand jedoch leer. 1999 erfolgte der Verkauf an die „Agrar Terminal Peter Rothe GMBH & CO. KG“, die das Gelände 2021 an die neu gegründete Genossenschaft Brenn:werk verkaufte. Diese beabsichtigt, das Gebäude zu erhalten, zu sanieren und Wohnraum in Verbindung mit Gewerbe-, Arbeits-, Kultur- und Kreativflächen zur Verfügung zu stellen.